# Поглед (планина)
Поглед је планински врх који се налази на граници између Србије и Црне Горе.
Са надморском висином од 2.154 метара, највиши је врх Мокре Горе који је део Проклетих планина. Поглед је источно од другог по висини врха Мокре Горе, Белега.